# Antena espiral

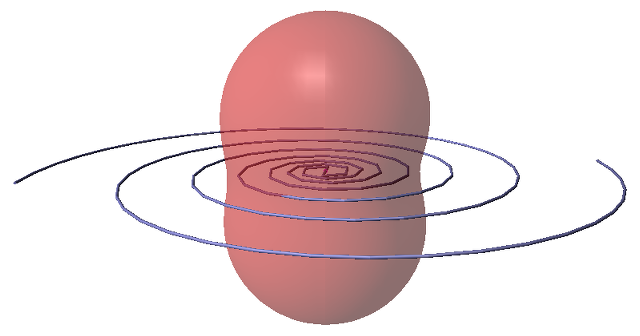
Antena espiral logarítmica simulada y su diagrama de radiación.

Una antena espiral es un tipo de antena de radiofrecuencia y microondas, cuya forma consiste en una espiral de dos o más brazos. Las antenas espirales se describieron por primera vez en 1956. Este tipo de antenas se suelen clasificar como antenas independientes de la frecuencia, ya que son capaces de funcionar en un rango muy amplio de frecuencias. Esto es, su polarización, diagrama de radiación e impedancia permanecen constantes en una banda muy ancha. Estas antenas son siempre, debido a su diseño, de polarización circular y de baja ganancia, aunque pueden ser dispuestas en forma de array para aumentar la ganancia total. Las antenas espirales suelen ser de tamaño reducido, debido a la estructura compacta de sus brazos, lo cual supone una ventaja frente a otras antenas de banda ancha. Existen diferentes tipos de antenas espirales según el tipo de espiral que las formen: espirales de Arquímedes, cuadráticas, logarítmicas, etc., siendo la espiral de Arquímedes la más frecuente.

## Funcionamiento
Estas antenas operan en un modo triple: onda progresiva (traveling wave), onda rápida (fast wave) y onda 'de fugas' (leaky wave). La onda progresiva, formada en los brazos de la espiral, permite un comportamiento de banda ancha; la onda rápida se forma debido al acoplo mutuo entre los brazos de la espiral; y la leaky wave conforma las fugas de energía en la propagación a través de los brazos en la espiral que da lugar a la radiación. La teoría de su funcionamiento indica que estas antenas radian en una región activa, donde la circunferencia de la espiral es igual a la longitud de onda.

## Diseño
Existen diferentes parámetros que deben ser considerados cuando se diseña una antena espiral. Estos parámetros incluyen la separación de las vueltas {\displaystyle s}, la anchura de los brazos {\displaystyle w}, y los radios interior {\displaystyle r_{1}}  y exterior {\displaystyle r_{2}}. El radio interior es la distancia entre el centro de la espiral y el inicio de la primera vuelta, mientras que el radio exterior es la distancia entre el centro de la espiral y el punto más lejano.. 
Diferentes diseños de antenas espirales pueden obtenerse variando el número de vueltas, la separación entre las vueltas y la anchura de los brazos. Se utilizan materiales dieléctricos con permitividades y dimensiones concretas sobre los que situar o imprimir la antena para conseguir diferentes características. Por ejemplo, empleando dieléctricos de alta permitividad se consigue reducir el tamaño de la antena. Los substratos delgados con permitividad más alta pueden conseguir el mismo resultado que substratos gruesos con permitividad más baja, aunque el problema de tales materiales es su menor disponibilidad y alto coste.

## Aplicaciones
Una antena de espiral transmite ondas electromagnéticas polarizadas circularmente. Por tanto, recibirá ondas linealmente polarizadas en cualquier dirección y ondas circularmente polarizadas en su misma dirección, pero atenuará las circularmente polarizadas en la dirección contraria. 
Una aplicación importante de las antenas espirales son las comunicaciones de banda ancha.  Otra aplicación donde estas antenas son muy útiles es en la monitorización del espectro, por lo que son frecuentes en equipos SDR y analizadores de espectros. Una antena espiral puede recibir un ancho de banda muy amplio, siendo por ejemplo un ratio de 5:1 (calculado como la razón entre la frecuencia máxima y la mínima de operación) un valor típico. Además, es interesante combinar dos antenas de parámetros idénticos salvo la polarización (una circular a derechas y otra a izquierdas), ya que evita la atenuación antes mencionada que produciría una sola antena. Estas antenas también son útiles para radiogoniometría en microondas.

## Elementos
Una antena espiral incluye normalmente dos brazos espirales conductores, que se extienden desde el centro hacia fuera. La antena puede ser un disco plano, con los conductores enrollados en forma de muelle de reloj, o puede extenderse en una forma tridimensional como un tornillo. La dirección de la rotación de la espiral define la dirección de la polarización de la antena. Es posible añadir más espirales como brazos adicionales en la antena, formando una estructura multiespiral. Frecuentemente las espirales se sitúan delante de unas cavidades de aire o material no conductor rodeado por paredes conductoras, de forma que cambie su diagrama de radiación confiriéndole una forma unidireccional. La entrada de la antena es una línea balanceada, por lo que si se conecta con una línea de transmisión no balanceada, por ejemplo una línea coaxial, debe emplearse un balun u otro dispositivo para adaptar las señales.